# Igor' Semënov
Igor' Anatol'evič Semënov (in russo Игорь Анатольевич Семёнов?; 31 ottobre 1960) è un ex giocatore di calcio a 5 ed ex calciatore russo e precedentemente sovietico.

## Carriera
Come massimo riconoscimento in carriera vanta la partecipazione al FIFA Futsal World Championship 1992 in cui la nazionale russa è stata eliminata nel girone del primo turno comprendente  Spagna, Stati Uniti e Cina.